# エルナード
『エルナード』（Elnard、英名：The 7th Saga）は、1993年4月23日にエニックス（現スクウェア・エニックス）が発売した、スーパーファミコン用のロールプレイングゲームである。
「エルナード」と呼ばれる世界が舞台で、賢者シーダの7人の弟子が7つのアークを探索するために旅立ち、協力しながらアークの謎に迫る。

## 概要
特性が様々な7人のシーダの弟子（以降キャラと表記）の中から主人公を1人を選ぶ。選んだ主人公によって難易度が変わる。選ばなかったキャラはライバルとして登場する。最大パーティは2人。ターン開始時に仲間の行動順を選択する、ガードした次のターンは攻撃力が上がる、宿屋がセーブポイントを兼ねている、換金アイテムの役目をする宝石を上手く利用する、通常エンカウントの雑魚敵として時に逃走不能、デバフ・即死無効のボス属性を持つ敵が登場するなどの独特のゲームシステムが特徴である。
町や村に行くと他のキャラが滞在している場合がある。相性が良ければ仲間にすることができるが、相性が悪いと一騎討ちでの戦闘となる。相性が良くてもレベルが相手より低い場合戦闘になることがある。仲間との一騎討ちに負けると、所持しているアークを全て奪われる。また、アークを新たに入手すると仲間になっているキャラが仲間割れを起こして一騎討ちに出る場合がある。最初に仲間にできる人物や、途中で倒さなければならなくなる人物等は、ランダムで決まるが、キャラ同士の相性が影響し、ある程度の偏りがある。
ゲームの最初にシーダから貰うクリスタルはレーダーの役割をし、自分の周囲のどこに敵・町やダンジョンなどの施設・宝箱・アークがあるか検知することが出来る。
攻撃の命中率の低さ、ストーリー後半で仲間が固定されることで場合によっては1人旅を余儀なくされることなどから、ゲームの難易度は高い。

## ゲーム内容

### アーク
7つのアークは入手するとアイテム欄に追加され、アイテムとして使用することで効果が得られるが、現代と過去で用途が全く異なる。過去の世界のアークは7つとも、グワナスの7人の僧侶から貰えるので在り処については下の表記から省く。
風のアーク　
（現代）：移動中に使うと訪れたことのある町に一瞬で移動する。
（過去）：ゴーシアの素早さを半減させる。
メレナームの迷宮洞の宝箱に眠っている。
水のアーク　
（現代）：戦闘中に使うとHPを中程度回復する。移動中は使えない。
（過去）：ゴーシアのHPを半減させる。
ガンツの町で守り神のように崇められている。
星のアーク　
（現代）：戦闘中に使うとその戦闘の間、防御力を2倍にする。
（過去）：ゴーシアの防御力を半減させる。
アーク探しの旅を放棄し、パトロフの新城主に就いて暴政で町の人々を苦しめるようになってしまったキャラが持っている。
空のアーク　
（現代）：戦闘中に使うとMPを中程度回復する。移動中は使えない。
（過去）：ゴーシアの魔力を弱める。
ベオレ島のルーズ遺跡にあったはずだが、既に他のキャラに持ち去られている。
見つけ出すためには持ち去られたのを一度確認する必要がある。
月のアーク　
（現代）：戦闘中に使うとその戦闘の間、攻撃力を2倍にする。
（過去）：ゴーシアの攻撃力を半減させる。
パドルの町の傭兵隊長プローサが持っている。
光のアーク　
（現代）：戦闘中に使うとその戦闘の間、魔力を40上げる。
（過去）：ゴーシアに攻撃が可能になる。
魔王ドロスが持っている。
神のアーク　
（現代）：不明。
（過去）：ゴーシアの姿を闇の中から現させる。
魔王ガリウスが持っている。

## 登場キャラクター

### プレイアブルキャラクター
主人公に選んだ場合は名前の変更可能。
カムル・ドワンナ
種族：ヒューマン
主人公の一人。竹を割ったような礼儀正しい好漢の若き剣士で重装備が可能。補助魔法・氷雪魔法はごく一部しか使えないものの、全ての火炎魔法や一部を除いた回復呪文を一通り習得できる。
攻防と魔法のバランスが良い上に仲間との相性もおおむね良好な初心者向けのキャラクター。
アークを探し当てることで自分の実力を証明したいと思っている。
エスナ・ビジー
種族：エルフ
主人公の一人。攻防ともに最低だが、魔力が強くMPの伸びも全キャラクター中最大。全ての氷雪・即死魔法のみならず、補助・回復魔法も器用にこなせる。
仲間との相性もカムルに次いで良い部類にあり、その上7人の主人公候補の中の紅一点である故かいくつかのイベントで有利に立ち回ることができる。
独力でアーク探しの旅を行うことにこだわりを持っている節がある一方で仲間との相性は良い傾向にあり、仲間付き合いの悪いレジースとも容易に協力関係を築く。ただし、ウィルミーの加入率だけは突出して低い。
ラックスと共にイベントボスにならないキャラとして設定されている。
肌を露出しない着物風の服を着用している。
バルス・サイザー
種族：ヒューマン
主人公の一人。もともとは全能の神アルテシアに仕える神官で、シーダに見いだされ弟子入りした。
エルナードから邪悪な力を消すという高尚な目的を持っているが、やや思い込みが強い。
戦闘こそ苦手だが、ほぼ全ての回復魔法と補助魔法が使える。最終的には上位の蘇生呪文やHPとMPを全回復する魔法を覚える。
アークを探すこの旅に疑問を感じている。また、魔族であり野心を隠そうともしないレジースがシーダの弟子であることを快く思っておらず、レジースとは特に相性が悪い。ウィルミーも異形のためか嫌っており、レジースとウィルミーほどではないが神官にとって女性は不浄であると考えているためかエスナとも相性が悪い。一方、カルム、オルバン、ラックスに対しては友好的で、全体的に友好関係が極端である。
オルバン・ジェイス
種族：ドワーフ
主人公の一人。ドワーフの村ペング出身の老人。素早さが低く攻撃が当たりにくいのが難点だがその分攻撃力が高く、見た目の通り重装備も可能。
さらにはカムル同様に意外と回復魔法も得意だが、他の系統の魔法はあまり扱えない。
アーク探しの旅に「アークの力で若返り」という動機を見出している。また、シーダへの弟子入りは自ら志願した。
因みにオルバンはペングの村である合言葉を聞くことができ、これによってラオスの洞窟にある隠し部屋に入って財宝を手に入れることができる。
主人公の場合、ボンヌの町でのイベントも他のキャラと違い独特の流れで進んでいく。
レジース・リムル
種族：デーモン
主人公の一人。アークを集め、師であるシーダをも越えようと企む野心家の魔族。
攻撃力が高く魔力も強い。その上、火炎・氷雪・即死魔法を全て扱え、一応補助魔法も少しは使える。
一方、防御力が低く回復魔法も習得できない。
その上、性格が災いしてなのか他のキャラとの相性も良くない上級者向けのキャラ。
ウィルミー・ペリン
種族：エイリアン
主人公の一人。モンスターのような外見ゆえに人々から嫌われ、田舎の町ドワンでシーダに拾われるまで孤独に暮らしていた。
種族がエイリアンと書かれているが「異星人」ではなく、「（人と）相容れないもの」の意味でのエイリアンである。
武器はただ一つだけ装備可能・防具は一切装備不可能とひ弱な印象だが、レベルアップした時の能力の伸びの大きく、装備に依存しなくとも高い攻撃力・防御力・素早さを誇るが、魔法全般には弱い。
他人に心を開きにくく、レジースほどではないが他のキャラとの相性が良くない。
「アークを集めて人間達を見返す」事を動機としている。
ラックス・タイザー
種族：テツジン
主人公の一人。数千年ものの間生き続けた、いわゆるロボット。体力と防御力が高いが、魔法に弱く動きが鈍いのが玉に瑕。歩行時の足音が目立つ。
打撃戦が得意なので雑魚戦や経験値稼ぎは得意だが、魔法に弱いため対ボス戦は不安定である。
テツジンが何のために作られた知りたいと思っており、アークとともに自分自身の失った記憶を探す旅に出る。
エスナと共にイベントボスにならないキャラとして設定されている。こうした他の弟子への敵意の無さからかカルム以上に仲間との相性が良く、全体的に仲間加入率はカルムを凌ぐ。
テツジン特有の光線を発する特殊な攻撃魔法を使用することが出来る。
ウィルミーと同じく、ごく一部の武具しか装備できないがレベルアップ時の成長が大きい。防御力、HPは最高を誇る。

### サブキャラクター

#### 現代世界
シーダ
神の子として生を受け、かつて多くの魔物を倒して人々を導いてきた賢者。年老いてからは自分の意志を継がせるべく7人の弟子を取り5年間の修行に耐えた弟子たちにエルナードに存在する7つのアークを見つけ出すという最後の試練を与えた。
ゲイン
アースの洞窟にある「アースの門」が開かなくて足止めを喰らっている。イベントを終えた後はボンロの町でプレイヤーに魔法の地図をくれる。
ブランツ
古代文明都市メレナームを発見した科学者。ゼレスの町でメレナームの迷宮洞に同行してくれる冒険者を待っている。別れた後、メレナームから持ち帰ったメカグライダーを故郷の町ブルースで修復し、プレイヤーに貸し与えてくれる。
クォース
ペルの町の酒場に入り浸っている井戸掘り名人。飲んだくれていても腕は確かで、ガンツの町の干上がった川も彼にかかればすぐに元通りになる。実は井戸掘りだけではなく石油掘りも得意。
ガンツの長老
水のアークを町の守り神のように大事に持っているが、ガンツの町の水が干上がってしまったことに頭を抱えている。話しかけてもアークを渡してはくれないが、諦めずに何度も話しかけると『町に水が戻ればアークをくれる』と約束してくれる。水のアークのイベントを終え、ある程度ゲームを進めてから再びガンツを訪れて長老に話しかけると、5000Gもののボーナスを貰うイベントが起きる。
ラーサ
ブルースの町で占い屋を営んでおり、100G払えば占ってくれる。その信頼度はブランツの折り紙つきで、目当てのアークがどこにあるか教えてくれるので利用価値は高い。
ペロル
叔父との待ち合わせでボンロの町に行くはずが、間違えてボンヌの町を彷徨っている少年。間違いを教えてあげるとイベントが進行する。主人公がオルバンの場合は登場しない。
ボンヌの兵士の一人
主人公がオルバンの時に話しかけるとオルバンが自分の父親に似ていると言って、ボンヌの南にあるグリムの塔に入るのに必要な金の鍵をくれる。
ドロスの父
ビルゼンの地下牢に閉じ込められている。助け出すとドロスを倒すために必要な聖なる星をくれる。
プローサ
月のアークを持っており、普段はパドルの町の傭兵部隊の隊長を務めている。出された交換条件を達成すると月のアークをくれるが、傭兵らしく居場所を転々と変えるのでその度に何処へ行ったかその都度聞く必要がある。

#### 5000年前の世界
ロペス
リジニア在住の豪商であり、メレナームから飛行艇を買い入れた人物として登場する。ケチで女好きな人物で知られ、主人公がエスナ以外の場合は飛行艇の搭乗に多額の渡航料をふっかけてくる上、ウィルミーやレジースは全く相手にしてくれない。これに対し、渋々渡航料を払うか密航するかという選択肢を迫られる。
タフロ
メレナームでゴーシアを倒すための研究を日夜続けている技術者の一人。田舎町パルスに住んでる母から預かった手紙を渡すと、奥の研究室に通してもらえる。
ファイル博士
巨大テツジン「フォーマ」の開発主任。フォーマが人の手では制御できるような代物ではない判断し、開発を中断させた。
7人の僧侶
寒村グワナスに取り残された、神に仕える僧侶たち。それぞれ7つのアークの一つを神より託されていたが、神への復讐を果たしたゴーシアによりアークに呪いを掛けられてしまう。
神
かつてアークを用いてゴーシアとの戦いに終止符を打ったとされる存在。本名は不明。現代世界から復讐の為に舞い戻ってきたゴーシアに敗れ、グワナスの西の洞窟の奥に幽閉されている。解放すると、最後の力を振り絞って7人の僧侶の持っているアークに掛かっていた呪いを解き、『また生まれ変わる』と言い残して眠りにつく。

### 敵キャラクター

#### 現代世界の敵キャラクター
ラムス
アランス城の城主によって殺された主人に殉した犬の怨霊。倒せば「アースの門」を開けられるアースの鍵が手に入る。負けても、ラブレスカの町のおばあさんから犬笛をもらえ、それをラムスに使うと一撃で倒せる。
パイソン
他のキャラに雇われた鞭使いの賞金稼ぎ。アースの洞窟の中の「アースの門」を開けた先でプレイヤーを待ち構えている。倒しても地獄から蘇り強くなって、執拗にプレイヤーを待ち受ける。『あのお方の力で蘇った』とも言っているが「あのお方」が誰なのかは不明。
ドラゴン
ベオレ島のルーズ遺跡にある空のアークの台座の前に居座る竜。かつて存在したルーズ文明を滅ぼしたと言われている。炎攻撃のみならず、補助魔法も使ってくる。
ルイーズ
バラン城を根城とする魔女。近隣の村や町から子供を攫って、奥の部屋に監禁している。だが監禁された子供たちは何ら危険な目に遭っておらず、楽しく遊んで過ごしていたという。
魔王ドロス
ビルゼンの町を魔力で支配する独裁者。光のアークを持っている。町の人々がよそ者を受け入れなくなり、町として機能しなくなってしまったのは彼の仕業。戦闘になると3体に分身するが、聖なる星を使用すると分身を打ち消せる。父曰く「息子のなれの果て」。
魔王ガリウス
バロンの地下迷宮の奥深くにあるゴラスファンの神殿を根城とする魔王。神のアークを持っている。普段は闇の中から攻撃し、こちらの攻撃を一切無効化する。月の光を使用することで姿を現すが、また姿を闇の中に隠してしまうのでその度に月の光を使う必要がある。

#### 5000年前の世界の敵キャラクター
フォーマ
魔王ゴーシアを倒すためにメレナームで開発された、闇の世界から呼び出した邪悪の力を原動力として動く巨大なテツジン。そのあり余る力を制御できないと判断されて開発が中断されたはずだったが、突如暴走してしまう。
ゴーガン
グワナスの西の洞窟の一人目の番人。見た目はラムスの色違いだが、その能力は侮れない。
カシアン
グワナスの西の洞窟の二人目の番人。こちらは魔女ルイーズの色違い。女性に化けているが話しかけると正体を現して襲い掛かってくる。
魔王ゴーシア
神をも弄ぶどころか時空すら超越する程の魔力を持っていたが、5000年前の戦いで神が用いた7つのアークで力を封じられたことで敗れた魔王。アークに封じられた自分の力を開放し完全復活するためにシーダに乗り移り、弟子をアーク探しの旅に行かせた。
完全復活した後は主人公たちを5000年前の世界に吹き飛ばし、ゴーシア自身も神に復讐するために5000年前の世界へと飛び、復讐を遂げた後は二度と自分自身の力が封じられないようアークに呪いをかけ、過去のゴラスファンの神殿に居座っていた。最終的には、神の代わりに主人公たちが7つのアークで力を一つずつ封じたことによって倒された。

## スタッフ
- ゲーム・プランナー：今田真二
- ゲーム・デザイナー：鈴木俊之
- グラフィック・ディレクター：日下純
- モンスター・デザイナー：鈴木多恵子
- グラフィック・デザイナー：平井隆之、おだじゅんこ、すごうともこ
- メイン・プログラマー：すみたたけお
- サブ・プログラマー：鈴木俊之、酒井誠
- シナリオ・アシスタント：ふくいみえこ
- 音楽：山貫憲彦
- サウンド・クリエイター：くきのつとむ、光田康典
- エニックス・スタッフ：川口貴雄、望月敬三、曽根康征、菊本裕智、下田哲朗、狩野健二郎、ひらさわまさひろ、せきぐちやすこ、松本美和子
- スペシャル・サンクス：森定宏友、いえさかはじめ、ふくいみえこ、きたおりしげる、もりやりゅういち、まなかゆみこ、くにまつかなこ
- パッケージ・イラストレーター：増田晴彦
- ロゴタイプ・デザイナー：OH HIGAMI
- パブリシスト：花輪照彦
- ディレクター：今田真二
- プロデューサー：みつもりこうじ、丸山茂樹
- パブリッシュ：千田幸信

## 評価
- ゲーム誌『ファミコン通信』の「クロスレビュー」では、7・7・7・5の合計26点（満40点）[5]、『ファミリーコンピュータMagazine』の読者投票による「ゲーム通信簿」での評価は以下の通りとなっており、20.27点（満30点）となっている[1]。この得点はスーパーファミコン全ソフトの中で179位（323本中、1993年時点）となっている[1]。

| 項目 | キャラクタ | 音楽 | 操作性 | 熱中度 | お買得度 | オリジナリティ | 総合  |
| 得点 | 3.61       | 3.57 | 3.41   | 3.22   | 3.03     | 3.43           | 20.27 |

- アメリカ合衆国のゲーム誌『Electronic Gaming Monthly』では7.75点（満10点）、『Nintendo Power』では3.6点（満5点）である[9]。